# پریری (آلاباما)
پریری (به انگلیسی: Prairie) یک منطقهٔ مسکونی در ایالات متحده آمریکا است که در شهرستان ویلکاکس، آلاباما واقع شده‌است. پریری ۴۹٫۰۷ متر بالاتر از سطح دریا واقع شده‌است.
زمان محلی : دوشنبه 4:57 AM
نیاز های خوراکی مردم :  Safford, Pine Apple, Snow Hill, Newbern, Uniontown, Catherine
مشخصات اب و هوایی : 66F(19C)